# Jiří Mičánek
 Jiří Mičánek (* 12. September 1986) ist ein tschechischer Automobilrennfahrer.

## Karriere
Jiří Mičánek begann Anfang der 2000er Jahre mit dem Motorsport und startete 2002 und 2003 in der Tschechischen Formel 1400. Dort wurde er 2003 Vizemeister. In der Saison 2004 ging er in der Division 2 der Tschechischen Formel-Meisterschaft an den Start (Rennwagen bis 2000 cm³) und gewann den Meistertitel. 2004 und 2005 fuhr er für das Tschechische Nationalteam in der Formel BMW ADAC.
Er trat 2007 und 2008 mit seinem Team Mičánek Motorsport im Porsche Carrera Cup Deutschland an. In beiden Saisons erzielte er keine Punkte.
In den Jahren 2009 und 2010 startete er mit einem Porsche 911 GT3 Cup (Typ 997) und Porsche 911 RSR in der Division 4 der Tschechischen Tourenwagenmeisterschaft in der Langstrecken- und in der Sprint-Wertung (Rennwagen bis 3500 cm³). In beiden Saisons gewann er den Meistertitel in der Langstreckenmeisterschaft. Im Sprint-Wettbewerb wurde er 2009 Vizemeister und 2010 Meister.
Seit 2021 tritt Mičánek in Bergrennen in Tschechien an. In der Saison 2023 setzte er dort einen Lamborghini Huracán GT3 ein.